# Chalepotatus
Chalepotatus es un género de escarabajos de la familia Chrysomelidae. En 1910 Weise describió el género. Contiene las siguientes especies:
- Chalepotatus antennalis (Weise, 1913)
- Chalepotatus coarctatus (Chapuis, 1877)
- Chalepotatus integer Uhmann, 1935
- Chalepotatus minor Weise, 1910